# Убальдо I (юдик Галлури)
Убальдо I (італ. Ubaldo I; д/н — 1065) — юдик (володар) Галлурського юдикату у 1040—1065 роках.

## Життєпис
Перебував у родинних стосунках з  гілкою роду Обертенгів — ді Масса. Близько 1040 року став юдиком Галлури. Про його панування відомостей обмаль, відомо лише про невдалі війни проти Арборейського юдикату. 1054 року визнав зверхність Папського престолу. Водночас відмовився від додаткового титул архонт, що носили попередні юдики, щоб підкреслити спадкоємство над Кальярським юдикатом, частиною якого колись була Галлура.
Помер 1065 року. Йому спадкував, імовірно, зять або інший родич за жіночою лінією — Костянтин I.